# Barcos de Ferriby

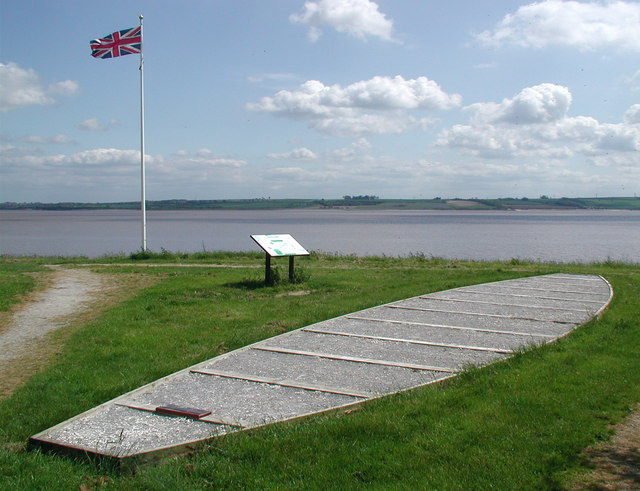
Monumento en honor a los hermanos Wright (1918-2001), en el lugar donde se descubrieron los barcos Ferriby

Se conoce como barcos de Ferriby a los restos arqueológicos de cinco embarcaciones de la Edad del Bronce y de la Edad del Hierro, datados los más antiguos en torno al año 1900 a. C., tres de las cuales se encuentran entre las embarcaciones europeas más antiguas construidas con tablones. Los artefactos de metal y el ámbar encontrados en su interior revelan que estos barcos eran utilizados para cruzar el Mar del Norte y comerciar. Estos hallazgos muestran que ya en periodos tan antiguos se comerciaban e intercambiaban bienes y también podían navegar mar adentro.
Estos botes de madera fueron descubiertos en 1937 en la orilla norte del estuario del Humber, cerca de North Ferriby, East Yorkshire (Inglaterra). Se considera que estas embarcaciones formaban parte de un astillero existente en la playa del Humber, en el que estaban involucrados tanto constructores como navegantes.

## Historia

### Descubrimiento
En 1937 los hermanos Edward y Ted Wright observaron la existencia de tableros semienterrados en la playa de Ferriby, un arenal del gran estuario. Las excavaciones se iniciaron a partir de 1938, a cargo de Philip Corder, sacando a la luz entre 1939 y 1940 los restos del primer barco, el denominado Ferriby 1. En noviembre de 1940 apareció el tablero de la quilla del segundo barco, el Ferriby 2, desenterrada también por los hermanos Wright hasta que la Segunda Guerra Mundial obligó a detener las excavaciones.
Tras finalizar la guerra, en el año 1946 se reanudaron las excavaciones para extrer los restos de ambas embarcaciones (Ferriby 1 y Ferriby 2), los cuales, lamentablemente, tuvieron que ser cortados para poder moverlos. 
En 1946, al final de la guerra, se reanudaron las excavaciones y los restos de los barcos (Ferriby-1 y Ferriby-2) lamentablemente, tuvieron que ser cortados para poder moverlos. Estuvieron depositados en la Galería Arqueológica del Museo Marítimo Nacional, en Greenwich, donde se dataron como pertenecientes a la  Edad de Bronce. Actualmente se encuentran bajo el cuidado del Museo de Hull y East Riding. 
En 1963 Ted Wright descubrió los restos de un tercer barco, el Ferriby 3, que fueron depositados en el museo de Kingston upon Hull.
En 1984 y 1989, se descubrieron algunos restos desconocidos de otros dos barcos, nombrados como Ferriby 4 y Ferriby 5.

## Datación
La primera datación por carbono-14 dio 1958 devolvió una edad de aproximadamente del 750 a. C. ± 150 años (esta técnica de datación se descubrió en torno a 1950). En la década 1980 se realizaron nuevas mediciones más detalladas, lo que hizo retroceder la antigüedad de los tres primeros barcos alrededor del 1300 a. C., mientras que los barcos 4 y 5 eran datados de en torno al 400 a. C..
En marzo de 2001 se llevó a cabo de nuevo una nueva datación que indicó que las embarcaciones del 1 al 3 eran de en torno al 1900 as 1800 a. C. Esto les hacía los barcos ensamblados más antiguos de Europa.

## Elementos descubiertos
Solo se han hallado restos parciales, siendo el Ferriby 1 el barco más completo de los cinco. A continuación se detallan los restos encontrados de cada barco:

### Ferriby 1 (1880 -1680 a.C.)
Descubierto en 1937, este barco, aunque es el más completo de los tres, está muy incompleto. De hecho, quedan poco más que unos pocos tablones de roble, incluido un quilla incompleta y tres piezas de tracas, también incompletas, dos a estribor y una a babor. La quilla está formada por dos tablas unidas mediante un hueco en la mitad del casco.
Este barco, o al menos lo que queda de él, tiene 13,32 m de eslora y 1,67 m  de manga. Posee unos 30 cm  de espesor (30 cm  en la proa, 32 cm para la traca de la aparadura). Tiene espacio para hasta dieciocho remos.

### Ferriby 2 (1940 -1720 a- C.)
Descubierto en 1940. De este barco sólo queda la quilla de madera de roble, también incompleta como la del Ferriby 1. Consta de dos tableros unidos por un hueco. Esta pseudoquilla tiene 11,40 m  de largo, 0,7 m  de ancho y 10 cm  de espesor.

### Ferriby 3 (2030 -1780 a.C.)
Descubierto en 1963. Solo quedan dos tracas de roble incompletas: la inferior tiene 7,7 m  de largo y 5,67 m la otra.

### Ferriby 4-5 (ca. 400 a.C.)
Descubierto en 1984 y 1989, únicamente se hallaron piezas muy pequeñas. Además, al ser más recientes, estos barcos han sido menos estudiados.

## Técnica de construcción
Aunque muy posteriores, estos barcos apenas se diferencian en la técnica de construcción de otros barcos cosidos conocidos en Europa, por ejemplo el de Hjortspring, y similares tanto en concepto como en método a los mahadalpuram de Sri Lanka.
Debido a los escasos restos descubiertos la técnica de construcción que suponen los expertos no es segura sino probable. Las pistas sugieren que el Ferriby 1 y el Ferriby 2 se construyeron utilizando la misma técnica. En cuanto al Ferriby 3, la ausencia de la quilla no permite tener una certeza que sea igual a los anteriores, aunque parece bastante probable.

### Puntos en común
Las tracas de la aparadura se unen a la quilla mediante ribetes de mimbre de tejo flexibles que se pasan a través de agujeros en los tablones. Las tracas se fijan juntas de la misma manera. Se calatafeaban con musgo, cubriendo las costuras con finas lamas de madera de roble en el interior del casco. La propulsión se realizaría mediante remos.
El perfil del barco es más bien plano, aunque la quilla tiene una curvatura longitudinal para mejorar la maniobrabilidad. También es muy probable que el apoyo lateral del casco se consiguiera mediante nervaduras finas y vigas de cubierta (utilizadas también como bancadas), acoplamientos y travesaños que pasaban por las cornamusas situadas en el interior de las tablas. Parece que el desgaste de la base de ciertas cornamusas indica que originalmente las tracas inferiores se apoyaban con más fuerza en los travesaños.

### Características

#### Ferriby 1
- Las hendiduras en la estructura de las cornamusas parecen indicar la presencia de tablones curvos en las tracas, aunque no hay evidencia de cómo podrían unirse.
- En la cara exterior de la quilla, en un extremo, hay un listón perforado que podría servir para el paso de un cabo para fijar la estructura en el extremo delantero.

#### Ferriby 3
- No hay rastro de cornamusas, pero el casco está muy incompleto.
- El espaciado de los agujeros para los eslabones no es idéntico al del Ferriby 2, lo que tiende a demostrar que, en efecto, se trata de otro barco.
- Este barco es la embarcación de tablones más antigua que se conoce en Europa.[4]